# 漢巴赫河 (武爾姆巴赫河支流)
49°6′31.35″N 10°43′18.34″E / 49.1087083°N 10.7217611°E
漢巴赫河是德國的河流，位於該國東南部，由巴伐利亞負責管轄，屬於武爾姆巴赫河的左支流，河道全長8.3公里，流域面積20.6平方公里。